# I'd Really Love to See You Tonight
«I'd Really Love to See You Tonight» (en español: Me encantaría verte esta noche) es una canción escrita por Parker McGee para el dúo England Dan & John Ford Coley quien la convirtió en un éxito de su álbum Nights Are Forever de 1976. La canción llegó el puesto número 2 en la lista Billboard Hot 100 por dos semanas, por detrás de «Play That Funky Music» de Wild Cherry, y alcanzó al lugar número 1 en la lista Easy Listening. La revista Billboard la ubicó finalmente como la canción número 21 del año 1976. En el Reino Unido alcanzó el puesto número 26 de la lista oficial.
Dan Seals, «la mitad» del dúo England Dan & John Ford Coley, volvió a grabar la canción en 1995, pero en un estilo de música country acústica.

## Posicionamiento en listas
| Tabla (1976)                  | Mejor posición |
| ----------------------------- | -------------- |
| Australia Kent Music Report   | 25             |
| Canada RPM Top Singles        | 5              |
| Canada RPM Adult Contemporary | 1              |
| New Zealand                   | 15             |
| UK Singles Chart (OCC)        | 26             |
| US Billboard Hot 100          | 2              |
| US Billboard Easy Listening   | 1              |
| US Cash Box Top 100           | 4              |

| Tabla (1976)                | Posición |
| --------------------------- | -------- |
| Canada                      | 67       |
| US Billboard Hot 100        | 21       |
| US Billboard Easy Listening | 2        |
| US Cash Box                 | 47       |

| Tablas (1958-2018)   | Posición |
| -------------------- | -------- |
| US Billboard Hot 100 | 320      |

## Otras versiones
- Dee Dee Sharp Gamble hizo un cover de la canción en su álbum de 1977 What Color Is Love.
- Reba McEntire y Jacky Ward hicieron una versión de la canción en 1978, como parte de un sencillo de doble cara con Three Sheets in the Wind.
- Ian McShane hizo una versión de la canción en su álbum de 1992 From Both Sides Now.
- Barry Manilow lo versionó en el álbum de 1996 Summer of '78.
- Charlie McGettigan y Paul Harrington lo reinterpretaron en el álbum Rock 'n' Roll Kids.
- Lillo Thomas hizo un cover de la canción en este álbum de 2010 Come and Get It.

## En la cultura popular
- La banda interpretó la canción en la serie de televisión para adolescentes de NBC de 1977, James at 15, en el episodio «The Blowout» durante la escena del baile en la escuela.
- En la película de acción y suspenso de 1996 The Long Kiss Goodnight, protagonizada por Geena Davis y Samuel L. Jackson, el personaje de Jackson escucha la canción en el radio de su automóvil mientras conduce, y comienza a cantar el coro como: «I'm not talking 'bout the linens...» (en español: No estoy hablando de las sábanas...), en lugar de  «I'm not talking 'bout moving in" (No estoy hablando de mudarnos), y el personaje de Davis le corrige de inmediato su pomporruta.
- En la comedia Anchorman 2 de, película de 2013, la canción aparece brevemente en una escena en la que Ron Burgundy (interpretado por Will Ferrell) vuelve a visitar a su esposa divorciada Veronica Corningstone (interpretada por Christina Applegate) y a su hijo Walter, en el momento en que se acerca a la puerta de su hogar, un apartamento en la ciudad de Nueva York, con un regalo para Walter.
- El tema también es aparece en la película de Netflix de 2019 El Camino.